# Makamba (kommun)
Makamba är en kommun i Burundi. Den ligger i provinsen Makamba, i den södra delen av landet, 100 kilometer sydost om Burundis största stad Bujumbura.